# مولد الکتریکی

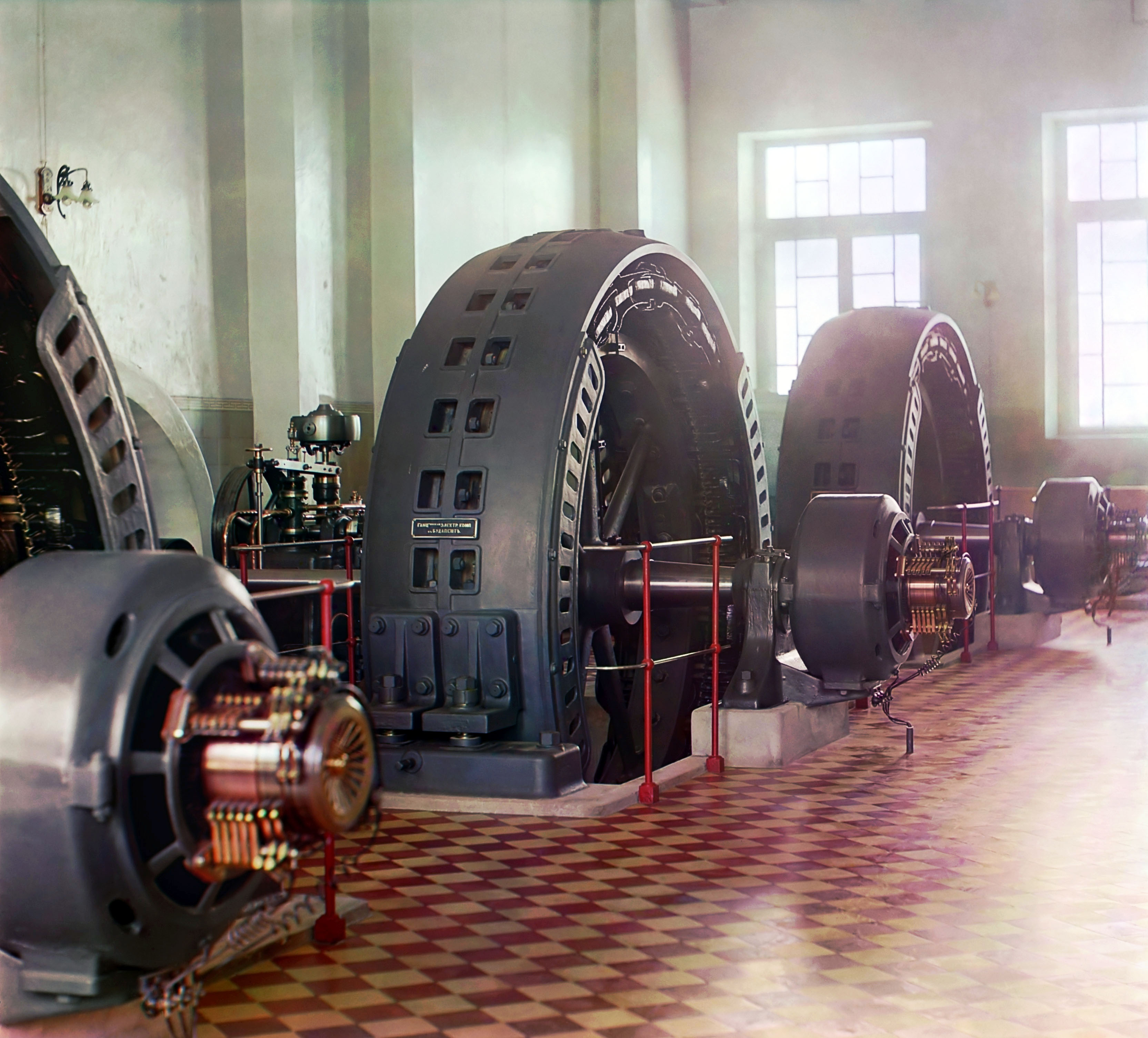
یک مولد ابتدایی متعلق به قرن ۲۰ ساخته شده در بوداپست مجارستان

در تولید انرژی الکتریکی، مولد الکتریکی یا ژنراتور برق یا آزانگر (به انگلیسی: Electric Generator) به ماشینی گفته می‌شود که از طریق القای الکترومغناطیسی انرژی مکانیکی را به انرژی الکتریکی تبدیل می‌کند. تأمین‌کنندهٔ انرژی مکانیکی ممکن است توربین گاز، توربین بخار، توربین آبی، توربین بادی یا یک موتور درون‌سوز باشد.
تبدیل انرژی الکتریکی به انرژی مکانیکی به وسیله موتور الکتریکی صورت می‌گیرد. موتورها و مولدهای الکتریکی از جهات مختلفی دارای شباهت‌های زیادی با یکدیگر هستند.

## در گذشته
قبل از اینکه رابطه بین الکتریسیته و مغناطیس کشف شود مولدهای الکترواستاتیکی کشف شدند که از اصول الکترواستاتیک برای تأمین انرژی الکتریکی استفاده می‌کردند. این مولدها توان را در ولتاژ بسیار بالا و جریان الکتریکی اندک تولید می‌کردند. این ماشین‌ها از یکی از این دو مکانیسم برای تأمین انرژی الکتریکی استفاده می‌کردند:
1. القای الکترواستاتیک
2. تولید برق بر اثر اصطکاک (تریبوالکتریسیته) به دلیل بهره‌وری پایین این مولدها و نیاز آن‌ها برای استفاده از عایق کاری پر هزینه به علت ولتاژ بالا این مولدها هرگز در کاربردهای عملی و برای تولید میزان قابل توجهی از انرژی الکتریکی مورد استفاده قرار نگرفتند. ماشین ویمس هورست (Wimshurst) و مولدهای وان دی گراف (Van de Graaff) مثال‌هایی از این مولدها هستند که هنوز مورد استفاده قرار می‌گیرند.

## صفحه فارادی

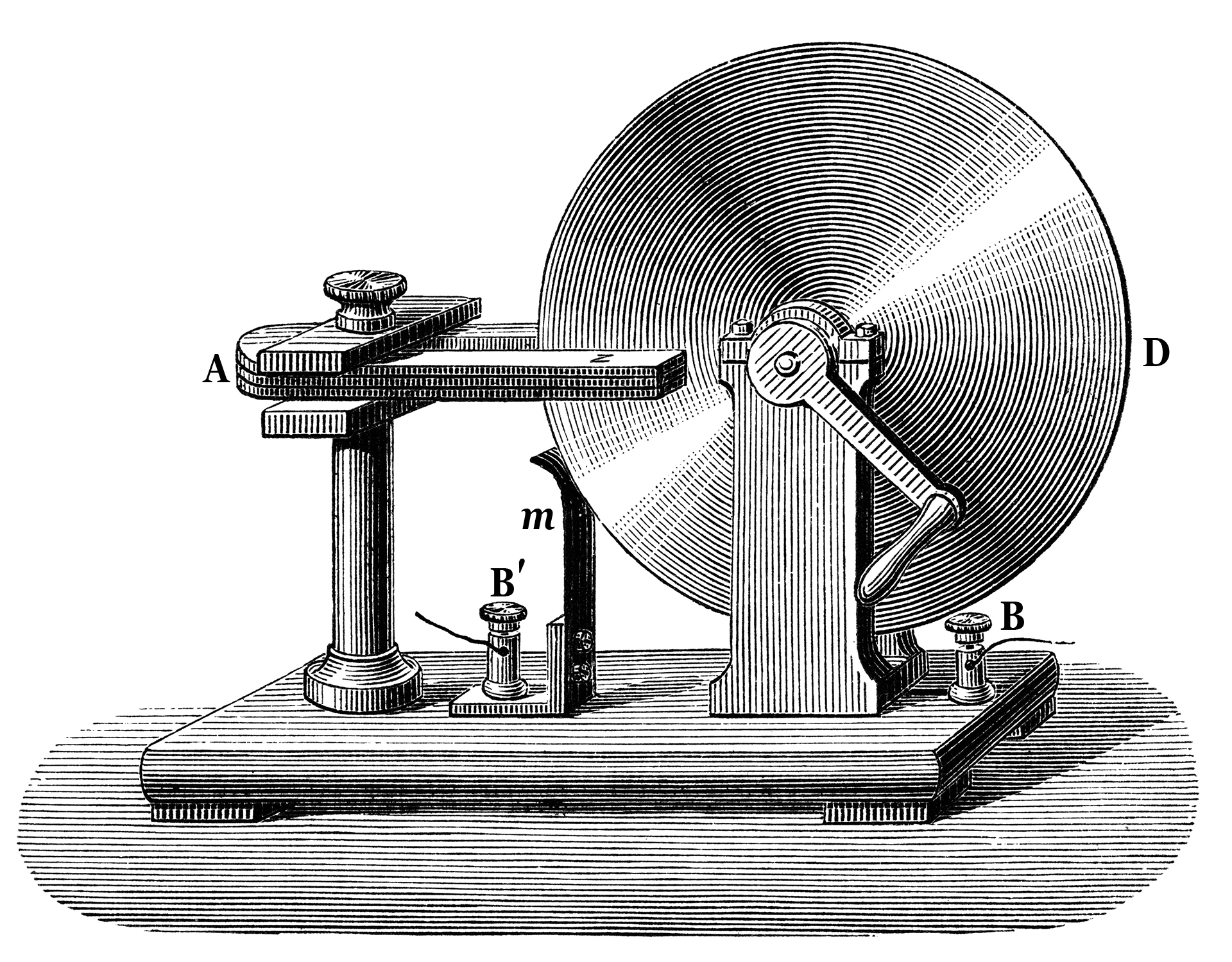
صفحه فارادی

در سال‌های ۱۸۳۱–۱۸۳۲ مایکل فارادی اصول عملکرد مولدهای الکترومغناطیسی را کشف کرد. این اصل بعدها قانون فارادی نام گرفت که بر این نکته دلالت می‌کند که در دو سر هادی که به‌طور عمودی نسبت به یک میدان مغناطیسی حرکت کند پتانسیل الکتریکی ایجاد می‌شود. او همچنین اولین مولد الکترومغناطیسی را نیز ساخت که به آن صفحه فارادی گفته شد. این مولد یک مولد هم قطب بود که از یک صفحه مسی که بین دو آهن‌ربای نعل اسبی می‌چرخید تشکیل شده بود. این مولد قادر به ساخت میزان اندکی ولتاژ جریان مستقیم با یک جریان بالا بود.
البته این طراحی از جهات مختلفی کم بازده بود چرا که ولتاژ تنها در قسمت‌هایی از صفحه به وجود می‌آمد که زیر قطب‌ها قرار داشتند و جریان تولیدی به سرعت در دیگر قسمت‌های صفحه پخش می‌شد و این جریان جاری شده در صفحه موجب هدر رفتن انرژی به صورت گرما می‌شد. مولدهای هم قطب بعدی این مشکل را با استفاده از آهن‌رباهایی که تمام محیط صفحه را پوشش می‌دادند حل کردند به‌طوری‌که میدان در طول تمام صفحه به‌طور یک‌نواخت وجود داشته باشد.

## دینام

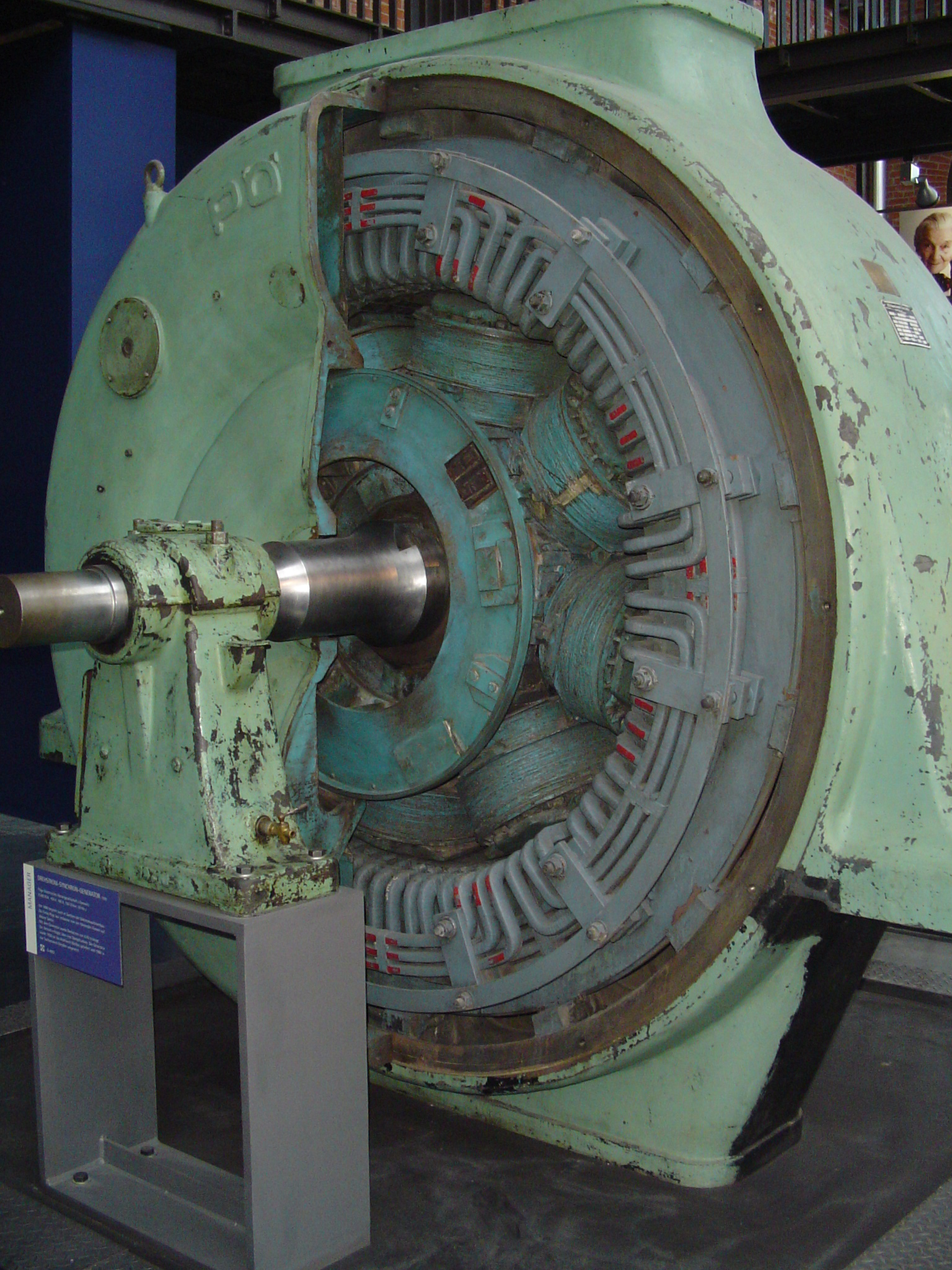
ژنراتور سنکرون سه فاز

دینام اولین مولد الکتریکی بود که می‌توانست برق مورد نیاز صنایع را تأمین کند. دینام از اصول الکترومغناطیس برای تبدیل انرژی مکانیکی به انرژی الکتریکی استفاده می‌کند و با استفاده از کُموتاتور، جریان مستقیم تولید می‌کند. در طول مجموعه‌ای از اکتشافات تصادفی، دینام به یک الگو برای اختراع ماشین‌هایی چون موتور الکتریکی جریان مستقیم، مولد جریان متناوب، موتور سنکرون تبدیل شد.
یک دینام از یک قسمت ثابت که میدان مغناطیسی دائمی تولید می‌کند و مجموعه‌ای از سیم‌پیچ‌های متحرک که داخل میدان می‌چرخند تشکیل شده‌است. در دینام‌های کوچک، میدان مغناطیسی ثابت ممکن است به وسیله چند آهنربای دائمی فراهم شود. در دینام‌های بزرگ این میدان به وسیله یک یا چند آهنربای الکتریکی ایجاد می‌شود.
امروزه به ندرت می‌توان مولدهای دینامی بزرگی را دید که برای تولید انرژی الکتریکی مورد استفاده قرار گیرند و این به دلیل عدم استفاده از جریان مستقیم است. امروزه استفاده از جریان متناوب به علت بهره‌وری بالا در حین تولید، توزیع و انتقال به شدت گسترش یافته و برای تبدیل جریان متناوب به جریان مستقیم نیز معمولاً از مدارات الکترونیکی و الکترونیک قدرت استفاده می‌شود. اما پیش از کشف اصول جریان متناوب تولید انرژی الکتریکی تقریباً فقط با استفاده از تعداد زیادی مولد دینامی ممکن بود. امروزه مولدهای دینامی تنها به عنوان ابزاری نمادین برای نشان دادن تاریخ تولید برق مورد استفاده قرار می‌گیرند.

## مولدهای MHD
یک مولد MHD یا مغناطوهیدرودینامیک نوعی مولد است که برق را مستقیماً از گازهای داغی که در یک میدان مغناطیسی در حرکت هستند و بدون استفاده از تجهیزات الکترومغناطیسی می‌گیرد. امکان استفاده از گازهای خروجی از این مولد برای گرم کردن یک بویلر در یک چرخه گرمایی، استفاده از این مولدها را منطقی‌تر کرده‌است. اولین نوع این مولدها در سال ۱۹۶۵ طراحی شد و اوج استفاده از این مولدها به یک نیروگاه نمایشی ۲۵ مگاواتی در ایالات متحده بازمی‌گردد. با وجود امکان استفاده از گرمای گازهای خروجی مورد استفاده در این مولدها بهره‌وری آن‌ها از توربین‌های سیکل ترکیبی پایین‌تر است و به همین دلیل استفاده از این مولدها بسیار محدود است.

## تصورات غلط
بر خلاف تصور عموم یک مولد به هیچ عنوان بار الکتریکی تولید نمی‌کند بلکه میزان بار الکتریکی همواره در هادی ثابت است. عملکرد یک مولد با عملکرد پمپ آب قابل مقایسه است که تنها جریان آب را ایجاد می‌کند و به خودی خود آبی تولید نمی‌کند.

## تحریک
هر موتور یا مولدی که از یک سیم‌پیچ به جای آهنربای دائم استفاده کند نیازمند جریانی است تا در سیم‌پیچ‌ها جریان داشته باشد و ماشین را قادر به کار کند. در صورتی که جریانی در سیم‌پیچ تحریک مولد وجود نداشته باشد حرکت روتور نمی‌تواند موجب تولید انرژی الکتریکی شود. در نیروگاه‌های بزرگ از مولدهای کوچک برای تولید جریان تحریک مولدها استفاده می‌شود.

## مدار معادل

مدار معدل یک مولد و بار خارجی

مدار معادل یک مولد به همراه بار خارجی RL در تصویر سمت چپ نمایش داده شده. برای به دست آوردن پارامترهای VG (ولتاژ مولد) و RG (مقاومت الکتریکی مولد) به ترتیب زیر عمل می‌شود:
- پیش از شروع به کار مولد با استفاده از یک اهم متر، مقاومت پایانه‌های مولد را اندازه‌گیری کنید. این مقامت مقاومت VDCG یا مقامت DC داخلی مولد نام دارد.
- پس از راه‌اندازی مولد و قبل از وصل بار RL به مدار با استفاده از ولت‌متر میزان ولتاژ را در پایانه‌های مولد اندازه‌گیری کنید. این ولتاژ VG یا ولتاژ مدار باز مولد نام دارد.
- بار RL را به صورتی که در شکل نشان داده شده به مولد متصل کنید و سپس ولتاژ را در پایانه‌های مولد اندازگیری کنید. این ولتاژ VL یا ولتاژ زیر بار مولد نام دارد.
- در صورتی که از میزان بار RL اطلاع ندارید میزان مقاومت بار را اندازه‌گیری کنید.
- میزان مقاومت AC داخلی مولد با استفاده از فرمول زیر محاسبه می‌گردد:

{\displaystyle R_{GAC}={R_{L}}\left({{{V_{G}} \over {V_{L}}}-1}\right)}
به‌طور کلی مقاومت AC داخلی مولد در هنگام حرکت مولد کمی بیشتر از مقاومت داخلی DC آن در حالت توقف مولد است. رویه بالا این امکان را برای شما به وجود می‌آورد که دو پارامتر را با دقت بهتری به دست آورید اما می‌توانید برای محاسبه تقریبی دو پارامتر مقاومت AC و DC را برابر در نظر بگیرید.
- نکته: در صورتی که مولد از نوع AC است از یک ولت‌متر AC برای اندازه‌گیری ولتاژ استفاده کنید.

بر طبق «قاعده توان بیشینه در مولد» توان بیشینه در مولد هنگامی ایجاد می‌شود که میزان مقاومت بار خارجی با میزان مقاومت داخلی مولد برابر باشد. اما در این صورت نیمی از توان تولیدی مولد در مقاومت داخلی آن به مصرف می‌رسد که این امر بهره‌وری مولد را به شدت کاهش می‌دهد و به همین دلیل در مولدها معمولاً میزان مصرف بار خارجی چندین برابر مصرف بار داخلی مولد است تا به این ترتیب بهره‌وری مولد بالاتر رود.

## مولدهای موجود دروسائل نقلیه
تقریباً تمامی خودروها از یک مولد داخلی برای تغذیه سیستم الکتریکی خودرو و شارژ دوباره باتری بعد از روشن شدن استفاده می‌کنند. این مولد داخلی انرژی مکانیکی مورد نیاز خود را از موتور و به وسیله یک اتصال مکانیکی غیرمستقیم تأمین می‌کند. وسائل نقلیه موتوری اولیه تا دهه ۱۹۶۰ از مولدهای DC که بهره‌وری پایین‌تری دارند، برای تولید انرژی الکتریکی مورد نیاز در خودرو استفاده می‌کردند اما امروزه مولدهای DC جای خود را به تناوب‌گرها یا دینام‌های جریان متناوب (alternator) داده‌اند که از یک یکسوکننده داخلی برای یکسوسازی خروجی مولد استفاده می‌کنند. مولد داخلی خودرو به‌طور معمول دارای خروجی ۱۲ ولت ۵۰ تا ۱۰۰ آمپر است که این خروجی با توجه به میزان بار الکتریکی داخلی خودرو می‌تواند بیشتر نیز باشد برای مثال خودروهایی که دارای سیستم فرمان هیدرولیک و سیستم تهویه هستند دارای مصرف به مراتب بیشتری نسبت به خودروهای معمولی هستند.
از آنجایی که در خودروهای دیزلی انرژی زیادی برای راه اندازی خودرو در استارتر موتور استفاده می‌شود؛ در خودروهای باربری و خودورهای بزرگ بیشتر از مولدهای ۲۴ ولت برای تأمین برق استفاده می‌شود و به این ترتیب نیاز به افزایش سطح مقطع سیم‌کشی داخلی خودرو برطرف خواهد شد. مولدهای داخلی بیشتر خودروها از آهنربای غیر دائم استفاده می‌کنند و معمولاً بهره‌وری بین ۵۰٪ تا ۶۰٪ دارند در حالی که در مولدهای موتور سیکلت‌ها از آهنربای دائمی استفاده شده که باعث کاهش حجم مولد می‌شود.
مولدهای کوچکتر از مولد موتور سیکلت‌ها را می‌توان در دوچرخه‌ها دید. این مولدها که از آهنربای دائم استفاده می‌کنند و جریانی ۰٫۵ آمپر را در ولتاژ ۶ یا ۱۲ ولت تولید می‌کنند. در این نوع مولدها بهره‌وری از اهمیت بالایی برخوردار است ولی با این وجود به علت استفاده از آهنربای دائم از ۶۰٪ (۴۰٪ معمول‌تر است) تجاوز نمی‌کند.

### ژنراتور هسته‌ای
دستگاهی در نیروگاه‌های اتمی است که با همراهی مواد و رآکتورهای هسته‌ای، برق تولید می‌کند. البته نوع قابل حمل هم دارد و بعضاً در ساخت بمب هم از آن استفاده می‌شود.